# Kvalifikation til VM i håndbold 2013 (kvinder)
Kvalifikation til VM i håndbold 2013 var en række kampe, der blev spillet, for at finde de 22 hold, der foruden værtsnationen Serbien og de forsvarende verdensmestre fra Norge, skal deltage i VM 2013. Det skete dels via de kontinentale mesterskaber og dels (for Europas vedkommende) ved yderligere kvalifikationskampe. 

## Tildeling af pladser
De enkelte forbund er sikret et vist antal pladser hver. Derudover har hvert forbund én ekstra plads pr. land, der sluttede i top-9 ved det seneste VM.
| Forbund            | Sikre pladser | Resultatafhængige | I alt |
| ------------------ | ------------- | ----------------- | ----- |
| Værtsnation        | 1             | 1                 | 1     |
| Forsvarende mestre | 1             | 1                 | 1     |
| Europa             | 2             | 7                 | 9     |
| Asien              | ?             | ?                 | 2     |
| Afrika             | 3             | 1                 | 4     |
| Panamerika         | 3             | 1                 | 4     |

## Europa
Den europæiske kvalifikation startede med et indledende gruppespil, hvorfra de fire puljevindere kvalificerede sig til playoffkampe ude og hjemme. De tolv hold, der deltog ved EM 2012, men som ikke i forvejen er kvalificeret til VM, indtrådte direkte i playoffrunden.

### Indledende kvalifikation
Den indledende kvalifikation foregik i efteråret 2012. I gruppe 1 og 2 blev spillet i ét land, hvor man mødte hver modstander én gang. I gruppe 3 og 4 blev der spillet ude og hjemme. De fire gruppevindere kvalificerede sig til playoffkampene

#### Gruppe 1
Kampene i gruppe 1 blev spillet i Slovakiet.
| Dato  | Kamp                   | Res.  |
| ----- | ---------------------- | ----- |
| 30.11 | Schweiz - Finland      | 37-27 |
| 30.11 | Slovakiet - Grækenland | 30-16 |
| 1.12  | Grækenland - Schweiz   | 23-35 |
| 1.12  | Finland - Slovakiet    | 18-38 |
| 2.12  | Grækenland - Finland   | 24-23 |
| 2.12  | Slovakiet - Schweiz    | 26-24 |

| Hold       | Kampe | Mål   | Point |
| ---------- | ----- | ----- | ----- |
| Slovakiet  | 3     | 94-58 | 6     |
| Schweiz    | 3     | 96-76 | 4     |
| Grækenland | 3     | 63-88 | 2     |
| Finland    | 3     | 68-99 | 0     |

#### Gruppe 2
Kampene i gruppe 2 blev spillet i Holland.
| Dato  | Kamp                | Res.  |
| ----- | ------------------- | ----- |
| 29.11 | Østrig - Slovenien  | 22-26 |
| 29.11 | Holland - Israel    | 47-20 |
| 30.11 | Israel - Østrig     | 22-40 |
| 30.11 | Slovenien - Holland | 23-24 |
| 2.12  | Slovenien - Israel  | 38-19 |
| 2.12  | Østrig - Holland    | 18-30 |

| Hold      | Kampe | Mål    | Point |
| --------- | ----- | ------ | ----- |
| Holland   | 3     | 101-61 | 6     |
| Slovenien | 3     | 87-65  | 4     |
| Østrig    | 3     | 80-78  | 2     |
| Israel    | 3     | 61-125 | 0     |

#### Gruppe 3
Kampene i gruppe 3 blev spillet som ude- og hjemmekampe
| Runde | Dato  | Kamp                   | Res.  |
| ----- | ----- | ---------------------- | ----- |
| 1     | 3.10  | Hviderusland - Litauen | 42-22 |
| 1     | 4.10  | Italien - Polen        | 11-32 |
| 2     | 7.10  | Litauen - Italien      | 27-29 |
| 2     | 7.10  | Polen - Hviderusland   | 29-19 |
| 3     | 21.11 | Polen - Litauen        | 48-18 |
| 3     | 22.11 | Italien - Hviderusland | 16-30 |
| 4     | 24.11 | Litauen - Polen        | 19-32 |
| 4     | 25.11 | Hviderusland - Italien | 29-16 |
| 5     | 26.11 | Polen - Italien        | 39-12 |
| 5     | 26.11 | Litauen - Hviderusland | 26-47 |
| 6     | 1.12  | Italien - Litauen      | 32-30 |
| 6     | 2.12  | Hviderusland - Polen   |       |

| Hold         | Kampe | Mål     | Point |
| ------------ | ----- | ------- | ----- |
| Polen        | 6     | 210-101 | 12    |
| Hviderusland | 6     | 189-139 | 8     |
| Italien      | 6     | 116-187 | 4     |
| Litauen      | 6     | 142-230 | 0     |

#### Gruppe 4
Kampene i gruppe 4 blev spillet som ude- og hjemmekampe
| Dato  | Kamp                    | Res.  |
| ----- | ----------------------- | ----- |
| 3.10  | Tyrkiet - Aserbajdsjan  | 35-19 |
| 6.10  | Portugal - Tyrkiet      | 38-36 |
| 21.11 | Aserbajdsjan - Portugal | 27-23 |
| 24.11 | Aserbajdsjan - Tyrkiet  | 26-30 |
| 28.11 | Portugal- Aserbajdsjan  | 31-26 |
| 1.12  | Tyrkiet - Portugal      | 35-36 |

| Hold         | Kampe | Mål     | Point |
| ------------ | ----- | ------- | ----- |
| Tyrkiet      | 4     | 136-109 | 6     |
| Portugal     | 4     | 118-124 | 4     |
| Aserbajdsjan | 4     | 98-119  | 2     |

### Playoffkampe
I playoffkampene deltog de fire hold, der gik videre fra indledende runde samt de tolv hold, der deltog ved EM 2012, men ikke er kvalificeret i forvejen. Der blev trukket lod 16. december 2012. Holdene var blevet seedet i to lag, hvor holdene i øverste lag spillede returkampen på hjemmebane.

#### Seedning
| 1. lag                                                                              | 2. lag                                                                                 |
| ----------------------------------------------------------------------------------- | -------------------------------------------------------------------------------------- |
| - Danmark - Frankrig - Rumænien - Rusland - Spanien - Sverige - Tjekkiet - Tyskland | - Holland - Island - Kroatien - Nordmakedonien - Polen - Slovakiet - Tyrkiet - Ukraine |

#### Resultater
Det førstnævnte hold havde hjemmebane i første kamp og det andet i returkampen. De otte vindere kvalificerede sig til VM 2013. Kampene blev spillet  1./2. og 8./9. juni 2013.
| Hold 1         | Hold 2   | 1. kamp | 2. kamp | Samlet |
| -------------- | -------- | ------- | ------- | ------ |
| Tyrkiet        | Danmark  | 24-42   | 26-31   | 50-73  |
| Island         | Tjekkiet | 17-29   | 21-26   | 38-55  |
| Nordmakedonien | Spanien  | 21-27   | 16-27   | 37-54  |
| Holland        | Rusland  | 26-27   | 33-21   | 59-48  |
| Slovakiet      | Rumænien | 21-23   | 22-30   | 43-53  |
| Tyskland       | Ukraine  | 24-16   | 25-22   | 49-38  |
| Sverige        | Polen    | 23-26   | 31-32   | 54-58  |
| Frankrig       | Kroatien | 18-18   | 30-26   | 48-44  |

## Asien
Tre hold har kvalificeret sig fra Asien:
- Sydkorea
- Japan
- Kina

## Afrika
Fire hold har kvalificeret sig fra Afrika:
- Angola
- Tunesien
- Demokratiske Republik Congo
- Algeriet

## Panamerika
Fire hold har kvalificeret sig fra Panamerika:
- Argentina
- Brasilien
- Dominikanske Republik
- Paraguay

## Oceanien
Ét hold har kvalificeret sig fra Oceanien:
- Australien